# Calcul canonique de la date de Pâques julienne
Le calcul canonique de la date de Pâques julienne a été établi au VIe siècle, selon la tradition, par le moine byzantin Denys le Petit. Ce calcul applique strictement la définition de la date de Pâques établie par le Concile de Nicée en 325. Le calcul canonique de la date de Pâques dépend de la périodicité à la fois de l'année solaire et du mois lunaire. Pour l'année solaire, il se fonde sur le calendrier julien qui, avec une année bissextile tous les quatre ans, pose que l'année solaire dure 365 jours un quart. Pour le mois lunaire, il se base sur le cycle de Méton selon lequel il y a exactement 235 mois lunaires en 19 années terrestres.
Le principe du calcul consiste à mettre en correspondance le cycle solaire (appelé aussi équation solaire), qui permet de calculer quels jours de l'année sont des dimanches, et le cycle lunaire (appelé aussi équation lunaire) qui permet, lui, de déterminer la date des Nouvelles Lunes.
Pour une année donnée, l'équation solaire est spécifiée par l'un ou l'autre de deux paramètres : le Cycle solaire ou la Lettre dominicale qui sont équivalents (à une transformation près par une table ou une formule) ; l'équation lunaire est de même spécifiée par l'un ou l'autre de deux paramètres : le Nombre d'or ou l'Épacte qui sont aussi équivalents (à une transformation près par une table ou une formule).
Le calcul canonique de la date de Pâques julienne utilise comme paramètres le Cycle solaire et le Nombre d'or.

## Calcul détaillé
Puisque, selon le cycle de Méton, il y a, en 19 ans, 235 Nouvelles Lunes, on peut répartir celles-ci sur un cycle de 19 années. Cela conduit à la construction d'un calendrier lunaire
qui donne, pour chaque mois de chacune des 19 années du cycle, les dates des Nouvelles Lunes. Pour une année donnée, connaissant sa position dans le cycle de 19 ans (son Nombre d'or), on trouve dans ce calendrier les Nouvelles Lunes de mars et d'avril, et par conséquent le quatorzième jour de la Lune qui tombe le 21 mars ou immédiatement après.
D'autre part, les jours de la semaine de chaque année suivent un cycle de 28 ans (Cycle solaire) qui permet de déterminer le jour de la semaine au 1er janvier de l'année (Lettre dominicale) d'où on déduit facilement les dates de l'année, en particulier celles de mars et d'avril, qui sont un dimanche. Il découle de ces deux cycles de 19 ans et de 28 ans, que le cycle julien pour la date de Pâques est de 532 ans au bout desquels les mêmes dates se répètent.
On trouve alors le premier dimanche qui tombe immédiatement après le quatorzième jour de la Lune. C'est le dimanche de Pâques.

### Équation lunaire
Le calcul canonique de la date de Pâques utilise une lune fictive, dite lune de Méton, selon laquelle il y a exactement 235 mois lunaires en 19 années terrestres. Il s'agit d'une bonne approximation, dérivant toutefois actuellement d'un jour tous les 219 ans environ. Le comput de la date de Pâques julienne méconnaît cette dérive et considère le cycle de Méton comme valable indéfiniment.

#### Nombre d'or
Selon le Cycle de Méton, au cours d'un cycle 19 années terrestres se produisent 235 mois lunaires. Chaque année du cycle de dix-neuf ans est numérotée de 1 à 19 et le numéro du cycle pour une année donnée est appelé le Nombre d'or de l'année. Par définition, le Nombre d'or de l'an 1 vaut 2 ; on le calcule donc facilement par la formule suivante :
Nombre d'or = RESTE [Année / 19] + 1

#### Calendrier lunaire perpétuel julien
Puisque les Nouvelles lunes se reproduisent à date fixe sur un cycle de 19 ans, il est possible de construire un calendrier lunaire perpétuel répartissant 235 mois lunaires sur 19 années terrestres de 365 jours. Pour chaque valeur du Nombre d'or, le tableau suivant affiche, pour chaque mois, le quantième de la nouvelle lune.
| Nombre d'or | Jan   | Fév | Mar   | Avr | Mai   | Jun | Jul   | Aou   | Sep | Oct   | Nov | Déc   |
| ----------- | ----- | --- | ----- | --- | ----- | --- | ----- | ----- | --- | ----- | --- | ----- |
| 1           | 23    | 21  | 23    | 21  | 21    | 19  | 19    | 17    | 16  | 15    | 14  | 13    |
| 2           | 12    | 10  | 12    | 10  | 10    | 8   | 8     | 6     | 5   | 4     | 3   | 2     |
| 3           | 1, 31 |     | 1, 31 | 29  | 29    | 27  | 27    | 25    | 24  | 23    | 22  | 21    |
| 4           | 20    | 18  | 20    | 18  | 18    | 16  | 16    | 14    | 13  | 12    | 11  | 10    |
| 5           | 9     | 7   | 9     | 7   | 7     | 5   | 5     | 3     | 2   | 2, 31 | 30  | 29    |
| 6           | 28    | 26  | 28    | 26  | 26    | 24  | 24    | 22    | 21  | 20    | 19  | 18    |
| 7           | 17    | 15  | 17    | 15  | 15    | 13  | 13    | 11    | 10  | 9     | 8   | 7     |
| 8           | 6     | 4   | 6     | 5   | 4     | 3   | 2     | 1, 30 | 29  | 28    | 27  | 26    |
| 9           | 25    | 23  | 25    | 23  | 23    | 21  | 21    | 19    | 18  | 17    | 16  | 15    |
| 10          | 14    | 12  | 14    | 12  | 12    | 10  | 10    | 8     | 7   | 6     | 5   | 4     |
| 11          | 3     | 2   | 3     | 2   | 1, 31 | 29  | 29    | 27    | 26  | 25    | 24  | 23    |
| 12          | 22    | 20  | 22    | 20  | 20    | 18  | 18    | 16    | 15  | 14    | 13  | 12    |
| 13          | 11    | 9   | 11    | 9   | 9     | 7   | 7     | 5     | 4   | 3     | 2   | 1, 31 |
| 14          | 30    | 28  | 30    | 28  | 28    | 26  | 26    | 24    | 23  | 22    | 21  | 20    |
| 15          | 19    | 17  | 19    | 17  | 17    | 15  | 15    | 13    | 12  | 11    | 10  | 9     |
| 16          | 8     | 6   | 8     | 6   | 6     | 4   | 4     | 2     | 1   | 1, 30 | 29  | 28    |
| 17          | 27    | 25  | 27    | 25  | 25    | 23  | 23    | 21    | 20  | 19    | 18  | 17    |
| 18          | 16    | 14  | 16    | 14  | 14    | 12  | 12    | 10    | 9   | 8     | 7   | 6     |
| 19          | 5     | 3   | 5     | 4   | 3     | 2   | 1, 30 | 28    | 27  | 26    | 25  | 24    |

L'alternance des mois de 29 jours et de 30 jours est à peu près respectée. Certains mois où la Nouvelle Lune se produit très tôt dans le mois se reproduit en fin du même mois (notation, par exemple : 1, 31 au mois de mars, pour signifier que la Nouvelle lune se produit le 1er et le 31 mars). Noter que, pour un même mois, d'un Nombre d'or au suivant, le décalage de la Nouvelle Lune est de 11 jours (l'année lunaire étant de 12 × 29,5 jours = 354 jours, tandis que l'année solaire est de 365 jours.) Puisque les Nouvelles lunes suivent un cycle de 19 ans et que le mois d'avril, par exemple, comporte 30 jours, il y a onze jours d'avril où ne se produit jamais de Nouvelle Lune ; comme on le voit dans le calendrier lunaire ci-dessus : ce sont les 1, 3, 8, 11, 13, 16, 19, 22, 24, 27 et 30 avril. Cette bizarrerie se reproduit tous les mois du calendrier lunaire et est due, évidemment, au fait que le cycle de Méton n'est qu'une approximation rationnelle de la lune réelle.
Noter que le calendrier lunaire est une distribution annuelle du cycle de Méton qui est posée par hypothèse : c'est sur ce calendrier lunaire que se fondent tous les calculs de la date de Pâques julienne.

#### Calcul de l'Épacte julienne à partir du calendrier lunaire  et du Nombre d'or
L'Épacte est, par définition, « l'âge de la Lune au 1er janvier ».
Si la première nouvelle lune de janvier tombe le q janvier, alors l'Épacte vaut :
E = 31 - q 
Cette formule permet donc d'établir simplement l'Épacte en fonction du Nombre d'or à l'aide du calendrier lunaire julien ci-dessus. Ces valeurs sont rassemblées dans le tableau suivant :
| Nombre d'or     | 1 | 2  | 3 | 4  | 5  | 6 | 7  | 8  | 9 | 10 | 11 | 12 | 13 | 14 | 15 | 16 | 17 | 18 | 19 |
| Épacte julienne | 8 | 19 | 0 | 11 | 22 | 3 | 14 | 25 | 6 | 17 | 28 | 9  | 20 | 1  | 12 | 23 | 4  | 15 | 26 |

que l'on peut résumer dans la formule :
Épacte julienne = Reste [ ((Nombre d'Or -1) × 11 + 8) / 30]
L'Épacte et le Nombre d'or sont donc équivalents, à une transformation près par l'intermédiaire de cette formule. Par convention, le calcul de la date de Pâques julienne utilisent le Nombre d'or.

#### Table des quatorzièmes jours de la lune pascale
À partir du calendrier lunaire julien perpétuel ci-dessus, il est facile de repérer, pour chaque Nombre d'or, la nouvelle lune telle que le quatorzième jour de la lune tombe le 21 mars ou immédiatement après :
- on repère la nouvelle lune de mars ;
- on ajoute 13 ;
- on vérifie que la date obtenue tombe le 21 mars ou immédiatement après (sinon on prend la nouvelle lune suivante).

Par exemple :
- pour le Nombre d'or 1, la nouvelle lune est le 23 mars ; le quatorzième jour de la lune est le 23 +13 = 36 mars, c'est-à-dire le 5 avril, qui se situe bien après le 21 mars ;
- pour le Nombre d'or 8, la nouvelle lune de mars est le 6 mars ; le quatorzième jour de la lune est le 6 + 13 =19 mars. C'est trop tôt. Il faut prendre la nouvelle lune suivante, qui a lieu le 5 avril. Le quatorzième jour de la lune a donc lieu le (5 +13 =) 18 avril.

Le tableau suivant récapitule, pour chacun des Nombres d'or, la date du quatorzième jour de la lune qui tombe le 21 mars ou immédiatement après :
| Nombre d'or                                             | 1  | 2   | 3   | 4  | 5   | 6   | 7   | 8   | 9  | 10  | 11  | 12 | 13  | 14  | 15 | 16  | 17 | 18  | 19  |
| 14e jour de la lune en jours de mars                    | 36 | 25  | 44  | 33 | 22  | 41  | 30  | 49  | 38 | 27  | 46  | 35 | 24  | 43  | 32 | 21  | 40 | 29  | 48  |
| 14e jour de la lune en jours de mars (M) ou d'avril (A) | 5A | 25M | 13A | 2A | 22M | 10A | 30M | 18A | 7A | 27M | 15A | 4A | 24M | 12A | 1A | 21M | 9A | 29M | 17A |

Il s'agit maintenant de déterminer la date du dimanche qui suit le quatorzième jour de la lune. On utilise pour cela les éléments du Cycle solaire.

### Équation solaire

#### Cycle solaire
Puisqu'une année ordinaire de 365 jours comporte 52 semaines plus 1 jour, il y a un décalage d'un jour chaque année entre le quantième et le jour de la semaine. Par exemple, le 1er janvier 1492 étant un dimanche, le 1er janvier 1493 est un lundi, décalé d'un jour. S'il n'y avait pas les années bissextiles, les mêmes jours de la semaine se retrouveraient aux mêmes quantièmes tous les sept ans. Toutefois les années bissextiles introduisent un décalage supplémentaire. De ce fait, les quantièmes et les jours de la semaine ne retrouvent le même cycle que tous les 7 × 4 = 28 ans. C'est le Cycle solaire qui détermine ainsi la répartition des jours de la semaines au cours de chaque année.
À chaque année est attribué un numéro dans un cycle solaire de 28 ans, numéroté de 1 à 28 et qui débute arbitrairement par le numéro 1 en l'an 20 de notre ère. Il en résulte que le Cycle solaire de chaque année vaut :
Cycle solaire = RESTE [(Année + 8) / 28 ] + 1
Exemple pour l'année 1492
1492 + 8 = 1500
RESTE [ 1500 / 28 ] = 16
Cycle solaire = 16 + 1 = 17
Les années sont bissextiles pour les Cycles solaires 1, 5, 9, 13, etc.

#### Lettre dominicale
Pour une année donnée, on fait correspondre successivement chacune des sept premières lettres (A, B, C, D, E, F et G) à chacun des jours de l’année, en commençant par A pour le 1er janvier, puis en répétant le cycle tous les sept jours. La Lettre dominicale est la lettre attribuée aux dimanches.
Exemples :
- En 1492, le 1er janvier est un dimanche ; la Lettre dominicale est donc A ;
- En 1493, le 1er janvier est un lundi ; la Lettre dominicale est donc G.

Lorsque l'année est bissextile, la lettre est redoublée pour le jour bissextile. Aussi l'année comporte alors deux lettres dominicales : la Lettre dominicale de janvier valable en janvier et février et la Lettre dominicale pascale, décalée d'un rang, pour les dix derniers mois de l'année. Puisque Pâques a toujours lieu après le 21 mars, seule importe, pour le calcul de la date de Pâques, la Lettre dominicale pascale.

#### Correspondance entre Cycle solaire et Lettre dominicale
Le Cycle solaire et la Lettre dominicale sont équivalents. On déduit la Lettre dominicale du Cycle solaire à l'aide de la table suivante. On y trouve, sur deux lignes :
- la Lettre dominicale de janvier, valable toute l'année pour les années régulières et seulement en janvier et février pour les années bissextiles ;
- la Lettre dominicale pascale, valable toute l'année pour les années régulières et seulement pour des dix derniers mois pour les années bissextiles.

Seule la lettre dominicale pascale sert au calcul de la date de Pâques julienne.
| Cycle solaire                | 1 | 2 | 3 | 4 | 5 | 6 | 7 | 8 | 9 | 10 | 11 | 12 | 13 | 14 | 15 | 16 | 17 | 18 | 19 | 20 | 21 | 22 | 23 | 24 | 25 | 26 | 27 | 28 |
| Lettre dominicale de janvier | G | E | D | C | B | G | F | E | D | B  | A  | G  | F  | D  | C  | B  | A  | F  | E  | D  | C  | A  | G  | F  | E  | C  | B  | A  |
| Lettre dominicale pascale    | F | E | D | C | A | G | F | E | C | B  | A  | G  | E  | D  | C  | B  | G  | F  | E  | D  | B  | A  | G  | F  | D  | C  | B  | A  |

#### Méthode de calcul de la Lettre dominicale julienne
La méthode ci-après permet de calculer la lettre dominicale dans le calendrier julien. Elle est adaptée de l'algorithme de Gauss pour le calcul de la date de Pâques julienne.
Le résultat du calcul est numérique. La correspondance avec la Lettre dominicale pascale est celle-ci :
|                     | 1 | 2 | 3 | 4 | 5 | 6 | 7 |
| Lettre dominicale L | A | B | C | D | E | F | G |

Donnée source : l'Année pour laquelle on effectue le calcul
| Dividende         | Diviseur | Quotient | Reste | Expression |
| ----------------- | -------- | -------- | ----- | ---------- |
| Année - 1         | 100      | a        | b     |            |
| b                 | 4        |          | c     |            |
| b                 | 7        |          | d     |            |
| a                 | 7        |          | e     |            |
| 2 c + 4 d + e + 2 | 7        |          | f     |            |
| f + 6             | 7        |          | g     |            |
| g + 1             |          |          |       | h          |

La lettre dominicale julienne est donnée par h.
Exemple pour l'année 1492 :
| Dividende | Diviseur | Quotient | Reste | Expression |
| --------- | -------- | -------- | ----- | ---------- |
| 1491      | 100      | 14       | 91    |            |
| 91        | 4        |          | 3     |            |
| 91        | 7        |          | 0     |            |
| 14        | 7        |          | 0     |            |
| 8         | 7        |          | 1     |            |
| 7         | 7        |          | 0     |            |
| 1         |          |          |       | 1          |

La lettre dominicale de 1492 vaut 1, c'est-à-dire A. (Puisque 1492 est bissextile, la lettre dominicale pascale est G.)

### Date de Pâques julienne
Quelques raisonnements calendaires simples conduisent à la table suivante, qui permet de déterminer la date de Pâques à l'aide du Nombre d'or et de la Lettre dominicale. (Il est à noter que, puisqu'on a pris en compte la Lettre dominicale "pascale", les raisonnements suivants sont indépendants du caractère bissextile de l'année).

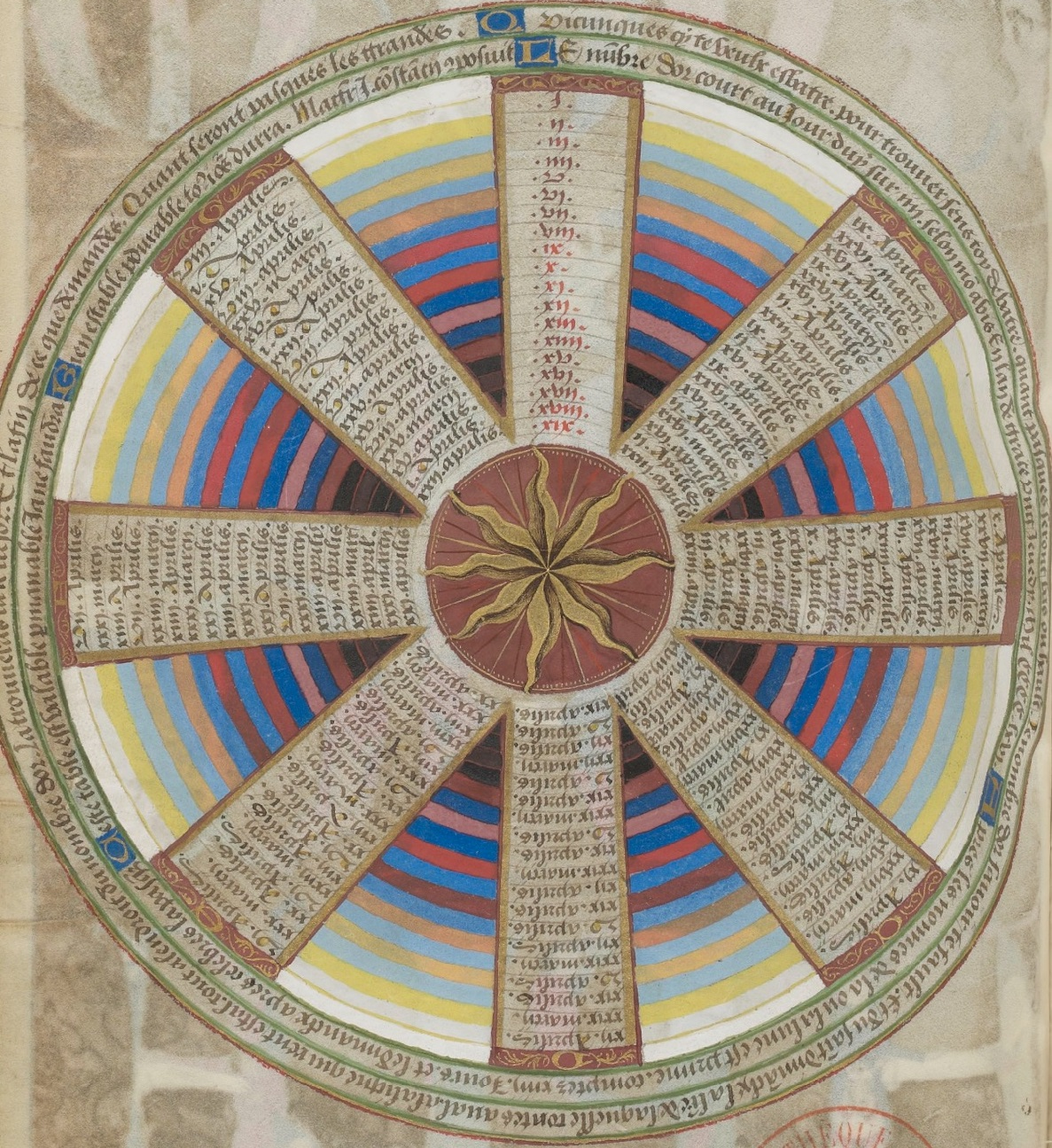
Date de Pâques julienne, en Fonction du Nombre d'or et de la Lettre dominicale

Considérons le cas où le Nombre d'or vaut 1 et la Lettre dominicale vaut A :
- puisque le Nombre d'or vaut 1, le quatorzième jour de la lune pascale se produit le 5 avril (voir la Table de Date des quatorzièmes jours de la lune pascaux (1) ci-dessus) ;
- le 5 avril est le 95e jour de l'année et la Lettre dominicale du 5 avril vaut RESTE [95/7] = 4, c'est-à-dire D ;
- Le dimanche suivant est donc quatre jours plus tard (décompte de D à A), c'est-à-dire le 9 avril.

La table ci-dessous a été établie en généralisant ce raisonnement.
Date de Pâques julienne en jours de mars (M) ou d'avril (A), en Fonction du Nombre d'or et de la Lettre dominicale
|             | Lettre dominicale |     |     |     |     |     |     |
| Nombre d'or | A                 | B   | C   | D   | E   | F   | G   |
| 1           | 9A                | 10A | 11A | 12A | 6A  | 7A  | 8A  |
| 2           | 26M               | 27M | 28M | 29M | 30M | 31M | 1A  |
| 3           | 16A               | 17A | 18A | 19A | 20A | 14A | 15A |
| 4           | 9A                | 3A  | 4A  | 5A  | 6A  | 7A  | 8A  |
| 5           | 26M               | 27M | 28M | 29M | 23M | 24M | 25M |
| 6           | 16A               | 17A | 11A | 12A | 13A | 14A | 15A |
| 7           | 2A                | 3A  | 4A  | 5A  | 6A  | 31M | 1A  |
| 8           | 23A               | 24A | 25A | 19A | 20A | 21A | 22A |
| 9           | 9A                | 10A | 11A | 12A | 13A | 14A | 8A  |
| 10          | 2A                | 3A  | 28M | 29M | 30M | 31M | 1A  |
| 11          | 16A               | 17A | 18A | 19A | 20A | 21A | 22A |
| 12          | 9A                | 10A | 11A | 5A  | 6A  | 7A  | 8A  |
| 13          | 26M               | 27M | 28M | 29M | 30M | 31M | 25M |
| 14          | 16A               | 17A | 18A | 19A | 13A | 14A | 15A |
| 15          | 2A                | 3A  | 4A  | 5A  | 6A  | 7A  | 8A  |
| 16          | 26M               | 27M | 28M | 22M | 23M | 24M | 25M |
| 17          | 16A               | 10A | 11A | 12A | 13A | 14A | 15A |
| 18          | 2A                | 3A  | 4A  | 5A  | 30M | 31M | 1A  |
| 19          | 23A               | 24A | 18A | 19A | 20A | 21A | 22A |

### Application
Calcul de la date de Pâques julienne pour l'année A =1492.
1. Nombre d'or :
Nombre d'or = RESTE [1492 / 19] + 1
Nombre d'or = 11
2. Cycle solaire :
Cycle solaire = RESTE [(1492 + 8) / 28 ] + 1
Cycle solaire = 17
3. Lettre dominicale
Depuis la table Cycle solaire et lettre dominicale (2) ci-dessus :
Lettre dominicale = G.
4. Date de Pâques julienne, d'après la table Date de Pâques julienne (3) ci-dessus :
Date de Pâques = 22 avril.
Pâques est le 22 avril 1492.